# Francesca Trivellato
Francesca Trivellato, née en 1970, est une historienne moderniste italienne spécialiste de l'histoire économique et sociale de l'espace méditerranéen.
Elle enseigne aux États-Unis (université Yale) depuis 2004.

## Biographie

### Formation
Trivellato est née à Padoue. Elle a obtenu une licence en histoire de l'Université de Venise en 1995, où elle a travaillé sous la direction de Giovanni Levi. Elle est alors formée à la microhistoire. Effectivement, Levi est l'un des membres fondateurs de ce courant, dont il a développé les principes dans son ouvrage le plus célèbre, Le pouvoir au village, histoire d'un exorciste dans le Piémont du XVIIe siècle.
Au cours de ses études à Venise, elle a passé un an à l'Université de Californie, à Berkeley.
Ensuite, elle a obtenu un doctorat en histoire sociale à l'Université Bocconi (Milan) en 1999 et un doctorat en histoire de l'Université Brown (Rhode Island), en 2004. Là-bas, elle travaillait sous la direction d'Anthony Molho.

### Carrière
Trivellato a commencé à travailler à l'Université de Yale en tant que professeur adjoint d'histoire en 2004. Ensuite, elle devient professeur titulaire (2007). En 2012, elle est obtient le titre de « professeur Frederick W. Hilles », toujours à Yale, puis celui de « professeur Barton Biggs » en 2017 [pas clair].
En 2018, elle rejoint l'École d'études historiques de l'Institute for Advanced Study de Princeton, New Jersey.[réf. nécessaire]
Franscesca Trivellato a été professeure invitée à l'Ecole des Hautes Etudes en Sciences Sociales (en 2010 et 2017), à la Monash University de Melbourne et à Science Po (en 2016).

### Travaux
Son livre, The Familiarity of Strangers a été traduit en français par Guillaume Calafat en 2016 sous le titre Corail contre diamant. Dans cet ouvrage, elle présente différents cas précis de commerçants en détaillant leur méthode de travail dans une perspective qui croise histoire économique et histoire culturelle. Elle traite en particulier le cas de marchands hindous installés à Goa qui vendent des diamants de Golkonda contre du corail de la Méditerranée, récupéré au large du Maghreb par des italiens. Trivellato détaille également la vie de marchands juifs à Livourne, ville de Toscane qui offrait une tolérance religieuse rare à l'époque moderne.
Francesca Trivellato porte également un intérêt particulier à l'histoire des juifs de la Méditerranée à l'époque moderne. Elle a, en autres, publié en 2019 The promise and peril of credit : what a forgotten legend about Jews and finance tells us about the making of European commercial society, traduit en 2023 en français sous le titre Juifs et capitalisme.

## Ouvrages
- (en) The Familiarity of Strangers : The Sephardic Diaspora, Livorno, and Cross-Cultural Trade in the Early-Modern Period, Yale University Press, 2009: traduction française Corail contre diamants : réseaux marchands, diaspora sépharade et commerce lointain : de la Méditerranée à l'océan Indien, XVIIIe siècle  (trad. de l'anglais par Guillaume Calafat, préf. Romain Bertrand), Paris, Éditions du Seuil, 2016, 564 p. (ISBN 978-2-02-114284-6)
- (en) Avec Christopher H. Johnson, David Warren Sabean et Simon Teuscher, Transregional and transnational families in Europe and beyond : experiences since the middle ages, New York City, Berghahn Books, 2011, 362 p. (ISBN 9780857451835, lire en ligne)
- (it) Il commercio interculturale : la diaspora sefardita, Livorno e i traffici globali in étà moderna, Rome, Viella, 2016, 454 p. (ISBN 978-88-6728-568-6)
- (en) Religion and trade : cross-cultural exchanges in world history, 1000-1900 / edited by Francesca Trivellato, Leor Halevi and Catia Antunes, Oxford, Oxford University Press, 2014, 288 p. (ISBN 9780199379187)
- (en) The Promise and Peril of Credit : what a forgotten legend about Jews and finance tells us about the making of European commercial society, Princeton, Princeton University Press, 2019, 405 p. (ISBN 978-0-691-17859-2, lire en ligne); traduction italienne (it) Ebrei e capitalismo : Storia di una leggenda dimenticata, Rome, Laterza, coll. « Cultura storica », 2021, 416 p. (ISBN 9788858140734); traduction française : Juifs et capitalisme : aux origines d'une légende (trad. fr. par Jacques Dalarun, préface de Pierre Birnbaum),  Paris: Editions du Seuil, 2023, 419 p.